# Psychotria andamanica
Psychotria andamanica là một loài thực vật có hoa trong họ Thiến thảo. Loài này được Kurz miêu tả khoa học đầu tiên năm 1875.